# Лука Степанчић
Лука Степанчић (хрв. Luka Stepančić; Пула, 20. новембар 1990) хрватски је рукометаш и репрезентативац који тренутно игра за мађарског прволигаша Пик Сегед на позицији десног бека.
Био је члан Загреба од 2007. до 2016. када је прешао у Париз Сен Жермен. За Париз Сен Жермен је играо до 2019. када је прешао у Пик Сегед. За репрезентацију Хрватске наступа од Светског првенства 2013. Био је један од десет најбољих младих (до 22 године) играча у ЕХФ Лиги шампиона 2012. године по избору handnewsa.
Са репрезентацијом је освојио бронзу на Светском првенству 2013. у Шпанији.

## Клупски профеји

### Загреб
- Првенство Хрватске: 2010, 2011, 2012, 2013, 2014, 2015, 2016, 2017.
- Куп Хрватске: 2010, 2011, 2012, 2013, 2014, 2015, 2016, 2017
- СЕХА лига: 2013.

### Париз Сен Жермен
- Првенство Француске: 2017, 2018, 2019.
- Куп Француске: 2017, 2018.
- Лига куп Француске: 2017, 2018, 2019.
- Суперкуп Француске: 2016.